# Tagín
El tagín (de l'àrab طاجين, ṭājīn, AFI [tˁaːdʒiːn], transcrit també tajine seguint les convencions del francès) és un tipus de plat cuit tradicionalment en una cassola de fang especial que té una tapa cònica, també de fang, que fa de xemeneia i que també es diu tagín. Aquests plats són molt freqüents al Marroc i al Magrib en general. La majoria són també molt semblants, o de vegades idèntics, a alguns plats de la cuina catalana (per exemple, el pollastre o gall dindi amb panses i pinyons) que es fan amb cassola de fang. La diferència més gran pot ser que, en principi, als tagins els aliments es poden coure –tot i que no és obligatori ni el més habitual– sense cap greix afegit, només amb el vapor que queda retingut dintre del recipient. Actualment, sovint aquests plats es fan en una olla o una cassola de metall i després se serveixen a taula dintre del tagín. És per això que hi ha tagins pintats que de fet no resisteixen el foc. Tradicionalment, se serveix un sol tagín al centre de la taula, del qual hi mengen directament tots els comensals.
A Tunísia hi ha un plat que es diu igual però que no té res a veure, es tracta d'una truita de carn o peix que es cou al forn.
Es pot menjar en qualsevol àpat. És un menjar típic a la cuina dels països del nord d'Àfrica, especialment: Marroc, Líbia, Tunis, Algèria.

## Característiques
És un sopar de cassola habitual a l'hivern, ja que és un plat calent i consistent. La seva presentació és sempre en una cassola de fang tapada perquè es conservi l'escalfor i el vapor abans i després de la cocció. Aquesta tapa també evita que es ressequin els aliments.
Una característica és que ha de dur carn o peix. Habitualment es presenta amb un toc de picant.

## Ingredients
- Carn de vedella picada o peix (si es vol fer una recepta marroquí autèntica no s'ha de posar carn de porc)
- Ceba
- Tomàquet
- Salsa de tomàquet
- Espècies com: comí, coriandre, pebre i pebre dolç
- Julivert
- Sal
- Farina
- Oli
- 1 ou per persona
- Brou
- Llimona

## Elaboració
Primer s'han de fregir tots els aliments i després es cuinen, a mode d'estofat, a foc lent. A causa dels seus ingredients i mode de preparació, es pot considerar un plat de dieta mediterrània.

- Tagín de pollastre amb llimona en salmorra i olives
- Tagín de sardines
- Tagín de xai amb codony caramel·litzat
- Tagín de xai amb prunes i panses
- Tagín de vedella amb verdures
- Tagín de verdures

## Condiments
Els plats es poden condimentar amb una àmplia varietat d'ingredients salats o dolços, mel, fruites, fruits secs i espècies. Aquestes espècies, a més de les habituals a la cuina magrebina, solen incloure la barreja que es coneix com a ras el hanout.